# Tim Parnell
Reginald "Tim" Parnell (Derby, 1932. június 25. – 2017. április 5.) brit autóversenyző.

## Pályafutása
1959 és 1963 között összesen négy világbajnoki Formula–1-es versenyen szerepelt. 1959-ben a brit nagydíjon debütált, ám a futamra ekkor nem tudta kvalifikálni magát. A 61-es szezonban két futamon is rajthoz állt. Hazája versenyén nem ért célba, míg Monzában tizedikként zárt. 1963-ban még jelen volt a német nagydíjon, ám ekkor sem jutott túl a kvalifikáción. 
Pályafutása alatt több, a világbajnokság keretein kívül rendezett Formula–1-es versenyen is rajthoz állt.
1970 és 74 között a British Racing Motors alakulatának csapatfőnökeként tevékenykedett. 
Édesapja, Reg Parnell szintén sikeres autóversenyző volt.

## Eredményei

### Teljes Formula–1-es eredménysorozata
(Táblázat értelmezése)

(Félkövér: pole-pozícióból indult; dőlt: leggyorsabb kört futott) 

| Év   | Csapat        | Modell          | Motor             | 1   | 2   | 3   | 4   | 5      | 6      | 7      | 8   | 9   | 10  | Helyezés | Pont |
| ---- | ------------- | --------------- | ----------------- | --- | --- | --- | --- | ------ | ------ | ------ | --- | --- | --- | -------- | ---- |
| 1959 | R H H Parnell | Cooper T45 (F2) | Climax Straight-4 | MON | 500 | NED | FRA | GBR Nk | GER    | POR    | ITA | USA |     | -        | 0    |
| 1961 | Tim Parnell   | Lotus 18        | Climax Straight-4 | MON | NED | BEL | FRA | GBR Ki | GER    | ITA 10 | USA |     |     | -        | 0    |
| 1963 | Tim Parnell   | Lotus 18/21     | Climax Straight-4 | MON | BEL | NED | FRA | GBR    | GER Nk | ITA    | USA | MEX | RSA | -        | 0    |

## Külső hivatkozások
- Profilja a grandprix.com honlapon (angolul)
- Profilja a statsf1.com honlapon (angolul)